# Magra (Algeria)
Magra è un comune dell'Algeria, situato nella provincia di M'Sila.